# André-Louis Cholesky
André-Louis Cholesky dit René Cholesky, né le 15 octobre 1875 à Montguyon et mort le 31 août 1918 à Bagneux (Aisne) est un polytechnicien et officier français, ingénieur topographe et géodésien. Il est célèbre pour sa méthode de résolution des systèmes d'équations linéaires, toujours intensément utilisée de nos jours.

## Biographie

### Carrière militaire
Né le 15 octobre 1875 à Montguyon, en Charente-Maritime, André-Louis Cholesky est le fils d'André Cholesky, maître d'hôtel, et a plusieurs frères et sœurs. La famille Cholesky est probablement d'origine polonaise. Après avoir étudié au lycée de Saint-Jean-d'Angély, il obtient son baccalauréat à Bordeaux en 1892 et 1893. Il entre en 1895 à l'École polytechnique. De 1897 à 1899, il est élève de l'École d'application de l'artillerie et du génie. Il effectue ensuite une carrière dans les services géographiques et topographiques de l'armée. Il est remarqué pour son intelligence et sa facilité dans les activités mathématiques.
Il est sous-lieutenant en 1897, lieutenant en second en 1899, lieutenant en premier en 1905. Il est ensuite capitaine au 13e régiment d'artillerie (13e batterie) de 1909 à 1911. De mai 1911 au 2 août 1914, date de la mobilisation, il est placé hors cadre et nommé chef du service topographique de la Régence de Tunis. Parallèlement, de 1909 jusqu'en 1914, il participe à l'enseignement à distance de l'école spéciale des travaux publics, du bâtiment et de l'industrie.
Durant la Première Guerre mondiale, il commande d'abord une batterie au 23e régiment d'artillerie, puis participe à partir de février 1915 à l'amélioration d'une cartographie nécessaire à la préparation des tirs. De septembre 1916 à février 1918, il est directeur technique du service géographique de l'armée en Roumanie. Il est promu chef d'escadron en 1917.
Affecté en juin 1918 dans l'armée du général Charles Mangin (202e régiment d'artillerie de campagne), il meurt le 31 août 1918 près de Bagneux, dans l'Aisne, des suites de blessures reçues sur le champ de bataille. Son corps est transféré en 1921 au cimetière de Cuts, dans l'Oise. Sur sa tombe, c'est son surnom, René, qui figure à la place de son prénom.

### Distinctions militaires
- Chevalier de la Légion d'honneur (10 avril 1915)
- Officier d'Académie (23 avril 1908)
- Officier du Nichan Iftikhar (10 juin 1907)
- Officier de l'Ordre de l'Étoile de Roumanie avec épées (17 décembre 1917)

## Contributions aux mathématiques
Parmi les travaux d'André-Louis Cholesky figure un manuscrit intitulé « Sur la résolution numérique des systèmes d'équations linéaires », manuscrit porté en 2005 aux Archives de l'École Polytechnique. Daté du 2 décembre 1910, son contenu n'était auparavant connu que par une publication du commandant Benoît, qui décrivit la méthode de Cholesky en 1924, soit plusieurs années après sa mort. Il est probable que Cholesky ait découvert cette méthode en 1902.
La méthode qui y est décrite figure dans la plupart des ouvrages d'analyse numérique. Elle offre une approche nouvelle de la méthode des moindres carrés. Sa méthode de résolution exacte se distingue des méthodes itératives développées au XIXe siècle.
Amené, dans une étude de « compensation des réseaux géodésiques », à utiliser la méthode des moindres carrés pour des systèmes lourds, équivalents à un système dont la matrice est positive, et en général définie positive, Cholesky a l'idée de décomposer cette matrice comme le produit d'une matrice triangulaire par sa matrice transposée, ramenant la résolution du système de départ à deux résolutions successives plus aisées.
Ne se contentant pas d'avoir trouvé une recette, il prend soin d'en rendre compte en expliquant les calculs à mener, et établit que sa méthode est optimale parmi les décompositions en produit de matrices triangulaires.